# Élections législatives néo-zélandaises de 1890
Les élections législatives néo-zélandaises de 1890 ont lieu les 27 novembre (maori) et 5 décembre (général) 1890 pour élire 74 députés de la Chambre des représentants.

## Résultats
|       |                     |                     |         |      |        |
| Parti | Parti               | Dirigeant           | Voix    | %    | Sièges |
|       | Parti libéral       | John Ballance       | 76 548  | 56,1 | 40     |
|       | Conservateurs       | Harry Atkinson      | 39 338  | 28,9 | 25     |
|       | Autres Indépendants | Autres Indépendants | 20 451  | 15,0 | 9      |
|       |                     |                     |         |      |        |
| Total | Total               | Total               | 136 337 | 100  | 74     |